# Grani
Grani（グラニ）はフェンリルが開発しているタブブラウザ。同じくフェンリルのタブブラウザSleipnirの操作をシンプルにした、初心者向けのブラウザとなっている。Donut RAPT/L/Qの作者も開発に携わっているため、Ver 1.20以降はDonut RAPT/L/Qが持つ機能も一部導入されている。Graniの名称は北欧神話に登場するスレイプニルの子供グラニに由来する。

## 概要
Sleipnirがある程度ウェブブラウザを扱い慣れたユーザーを対象とし多機能性を重視しているのに対して、
Graniは初めてブラウザを乗り換えるユーザを主なターゲットにして扱いやすさを重視する形で開発が行われており、
ツールバーメニューの構成などはInternet Explorerを意識した体裁になっていたり、
初期設定でIEのお気に入りを利用できることなど様々な部分で初級者が利用しやすいようになっている。
Graniの扱いに慣れたユーザーに対してはSleipnirの利用が推奨されており、ユーザーの等級に見合った利用ができるよう考慮されている。
ビッダーズ・サイボウズ・インフォシークなどに提供されるコラボレーション（カスタマイズ）版はこれらのWebサイトの利用を容易にする目的があり、
初期設定の検索エンジンなど一部機能があらかじめ調整・変更されている。
Graniは機能を必要最低限まで絞り込んでいるため、Geckoを利用することはできないが、
これらはSleipnirのプリインストールプラグインを外すことによる機能絞込み（元々切り離し可能である部分を最大限に切り離している面が大きい状態）であるため、
オプションなどの操作性はSleipnirと余り変わらず少々ややこしいという面も存在している。

## バージョンの変遷
- 2006年
  - 4月12日 - Grani Ver 1.00 リリース。
  - 4月19日 - Ver 1.10 とビッダーズ向けGraniをリリース。
  - 4月28日 - Ver 1.20 リリース。同梱のHeadline-Reader PluginにHTML抽出機能等を付加。
  - 6月6日 - cybozu.net向けGraniをリリース。
  - 7月5日 - Infoseek向けGraniをリリース。
  - 8月9日 - Ver 2.00 RC1 リリース。
  - 9月27日 - Ver 2.00 正式版 リリース。
  - 11月22日 - Ver 2.50リリース。Trident V(IE7)に正式対応。
- 2007年
  - 11月1日 - Ver 3.0リリース。Windows Vistaに対応。
  - 11月13日 - Ver 3.1リリース。お気に入り検索機能に任意のスクリプトが実行される脆弱性を修正。及び描画を調整。
- 2008年
  - 6月4日 - Ver 3.2リリース。起動速度の高速化、処理速度の改善、ブックマークを履歴から復元した際に、任意のスクリプトが実行される可能性のある脆弱性の修正等。
  - 9月18日 - Ver 3.5リリース。フレームスキンを実装。透過情報を持つicoファイルが検索バーで正常に表示されない不具合を修正(ただしWindows 2000では表示に制限がある）。Vista環境でAero有効の時、全画面表示すると稀に描画が乱れる不具合を修正など。
- 2009年
  - 7月30日 - Ver 4.0リリース。Internet Explorer 8 正式版への対応を強化。Sleipnir用のRSSリーダーであるHeadline-Readerプラグインを標準搭載など。
  - 10月29 - Ver 4.1リリース。Internet Explorer 8 の互換表示に対応。履歴の検索を追加など。
- 2010年
  - 2月25日 - Ver 4.2リリース。Windows 7環境でAero Peekに対応。データ実行防止 (DEP) を追加など。
  - 7月8日 - Ver 4.3リリース。Windows 7環境でAero Peekが有効なときCPUへの負荷を低減。一部の検索クエリを変更など。
  - 10月21日 - Ver 4.4リリース。Internet Explorer 9 βに対応。DLLファイル読み込みに関する脆弱性を修正など。
  - 10月25日 - Ver 4.5リリース。強制終了に関する不具合を修正。

## コラボレーション版
- Naturum × Grani
- ARANZI × Grani
- Rody × Grani
- GLOOMY × Grani
- UR × Grani
- Grani × cybozu.net
- Grani × Infoseek 楽天
- Cerezo × Grani
- hori-day × Grani